# ابن العرندس الحلي
الشيخ صالح بن عبد الوهاب المعروف ابن العرندس الحلي (توفي بحدود 840 هـ/ 1436 م) فقيه وأصولي وشاعر من أعلام الشيعة الإمامية الإثني عشرية، ولد في مدينة الحلة، مركز محافظة بابل الآن، بالعراق في نهاية القرن الثامن الهجري. اشتهر بشعره في مدح ورثاء أئمة أهل البيت أكثر من شهرته بكونه فقيهاً وأصولياً. له ديوان شعري اسمه كشف اللآلئ. دُفن في مدينة الحلة القديمة ويقع قبره بـشارع المفتي في محلة جبران وقبره مشيد وعليه قبة بيضاء وقد كُتب عليه: "صالح بن عبد الوهاب المعروف بابن العرندس، من بكر بن كلاب". من أشهر قصائده في رثاء الحسين بن علي رائيةٌ من بحر الطويل مؤلفة من 104 أبيات شعرية، مطلعها :
وأشهر بيتين فيها :

## السيرة
اشتهر بلقب العرندس شعراء منهم الشاعر الجاهلي المشهور عبيد بن العرندس الكلابي صاحب القصيدة المشهورة في الغنويين التي يقول فيها :
والشاعر الإسلامي عَمرو بن العرندس العوذي الأزدي من بني عوذ بن سود، صاحب القصيدة المشهورة
ومنهم الشاعر الحلي الشيخ صالح بن عبد الوهاب العرندس. أما معنى العرندس في اللغة، فهو من الإبل: الشديد العظيم. والعرندس: السيل الكثير على التشبيه بالجَمل العظيم. والعرندس: الأسد الشديد. وحيٌ عرندسٌ اذا وصفوا بالعز والمَنَعَة.
ذكر السيد فاضل كمال الدين في كتابه (نشر الخزامى في تراجم أصحابنا القدامى) قوله: الشيخ صالح بن عبد الوهاب ابن العرندس من أعلام الشيعة في الفقه والأصول، وهو من مضامير الشعر، فحل من الفحول، وجهبذ من جهابذة الأدب. وقال عنه الشيخ محمد اليعقوبي في كتاب البابليات :"كان عالماً ناسكاً أديباً بارعاً متضلعاً في علمي الفقه والأصول وغيرهما مصنفاً". وكتب الشيخ حرز الدين مؤلف كتاب مراقد المعارف: "كان شاعراً أديباً ذا قريحة ونباهة، والظاهر أن ما أُثر عنه من نظم الغزل والنسيب هو في أيام شبابه، ولما صار شيخاً ترك الغزل وغيره وصار لا ينظم الا في آل الرسول الأعظم".

## من شعره
قال في رثاء آل البيت من بحر الطويل
ومما قال في الحسين بن علي ومدح علي بن أبي طالب من بحر الكامل
وله قصيدة قوامها 104 بيت شعري مشهورة على ألسن الخطباء يكثر تردادها في ذكرى مقتل الحسين بن علي كل شهر محرم من العام الهجري تسمى (طوايا نظامي) من بحر الطويل، ومنها هذه الابيات